# Parada de Arriba
Parada de Arriba é um município da Espanha na província de Salamanca, comunidade autónoma de Castela e Leão, de área 17,81 km² com população de 262 habitantes (2007) e densidade populacional de 13,74 hab/km².

## Demografia
| Variação demográfica do município entre 1991 e 2004 | Variação demográfica do município entre 1991 e 2004 | Variação demográfica do município entre 1991 e 2004 | Variação demográfica do município entre 1991 e 2004 |
| --------------------------------------------------- | --------------------------------------------------- | --------------------------------------------------- | --------------------------------------------------- |
| 1991                                                | 1996                                                | 2001                                                | 2004                                                |
| 244                                                 | 248                                                 | 229                                                 | 243                                                 |